# Tanguy Ramassamy
Tanguy Thérence Gilbert Ramassamy (Pointe-à-Pitre, 17 gennaio 1990) è un ex cestista francese.